# Expoziției (stație de metrou)
Expoziției este o stație în execuție de metrou din București. Se va afla în Sectorul 1, între Bulevardul Expoziției, Bulevardul Poligrafiei și strada Parcului, lângă complexul expozițional Romexpo. Termenul estimat de punere în funcțiune era a doua jumătate a anului 2021.
În februarie 2023 lucrările de construcție a stației încă nu începuseră.